# كاتدرائية دوبروفنيك
كاتدرائية دوبروفنيك أو كاتدرائية الصعود (بالكرواتية: Katedrala Velike Gospe, Katedrala Marijina Uznesenja)‏ هي كاتدرائية كاثوليكية رومانية في دوبروفنيك في كرواتيا. وهي مقر أبرشية دوبروفنيك.

## تاريخ
تم بناء الكاتدرائية على موقع العديد من الكاتدرائيات السابقة، التي قامت في القرن السابع والعاشر والحادي عشر، وخليفتها في القرن الثاني عشر على الطراز الروماني. وقد ساهم الملك الإنجليزي ريتشارد قلب الأسد جزئيًا بأموال بناء الكاتدرائية، كنذر لنجاته من غرق سفينة بالقرب من جزيرة لوكروم عام 1192 عند عودته من الحملة الصليبية الثالثة.
تهدم هذا المبنى إلى حد كبير في زلزال عام 1667.  وناشد مجلس شيوخ دوبروفنيك المهندس المعماري الإيطالي أندريا بوفاليني من أوربينو، الذي أرسل نموذجًا للكنيسة الجديدة على الطراز الباروكي مع صحن وممرين وقبة.
وعمل العديد من المهندسين المعماريين الإيطاليين الآخرين بما في ذلك فرانشيسكو كورتيز (عمل من 1669 حتى وفاته عام 1670)، وباولو أندريوتي من جنوة (عمل في 1671-1674)، بيير أنطونيو بازي من جنوة (عمل في1677-1678)، والراهب توماسو نابولي من باليرمو (عمل في 1689-1700)، مع بنائين محليين وأجانب، وأكملوا بناء الكاتدرائية على مدى العقود الثلاثة التالية.
وأجرى نابولي العديد من التغييرات الحاسمة على الخطط الأصلية بما في ذلك استخدام قبو متقاطع وفتح نوافذ حرارية كبيرة في الطابق العلوي. وهذا يمنح الجزء الداخلي بأكمله إحساسًا بالخفة والإشراق.
ويتماشى طراز الكاتدرائية مع جماليات العمارة الرومانية الباروكية كما مارسها برنيني وكارلو فونتانا ومعاصروهم في القرن السابع عشر. وبدأ البناء عام 1673. وتم الانتهاء من المبنى في عام 1713 على يد المهندس المعماري إيليا كاتيتشيتش من أبناء دوبروفنيك.
تعرض المبنى لأضرار بسبب زلزال الجبل الأسود عام 1979، الأمر الذي تطلب عدة سنوات من الإصلاحات.
تعرضت الكاتدرائية لأضرار بقذيفة واحدة على الأقل أثناء حصار دوبروفنيك في عام 1991  وتم إصلاح الضرر منذ ذلك الحين.

## صور

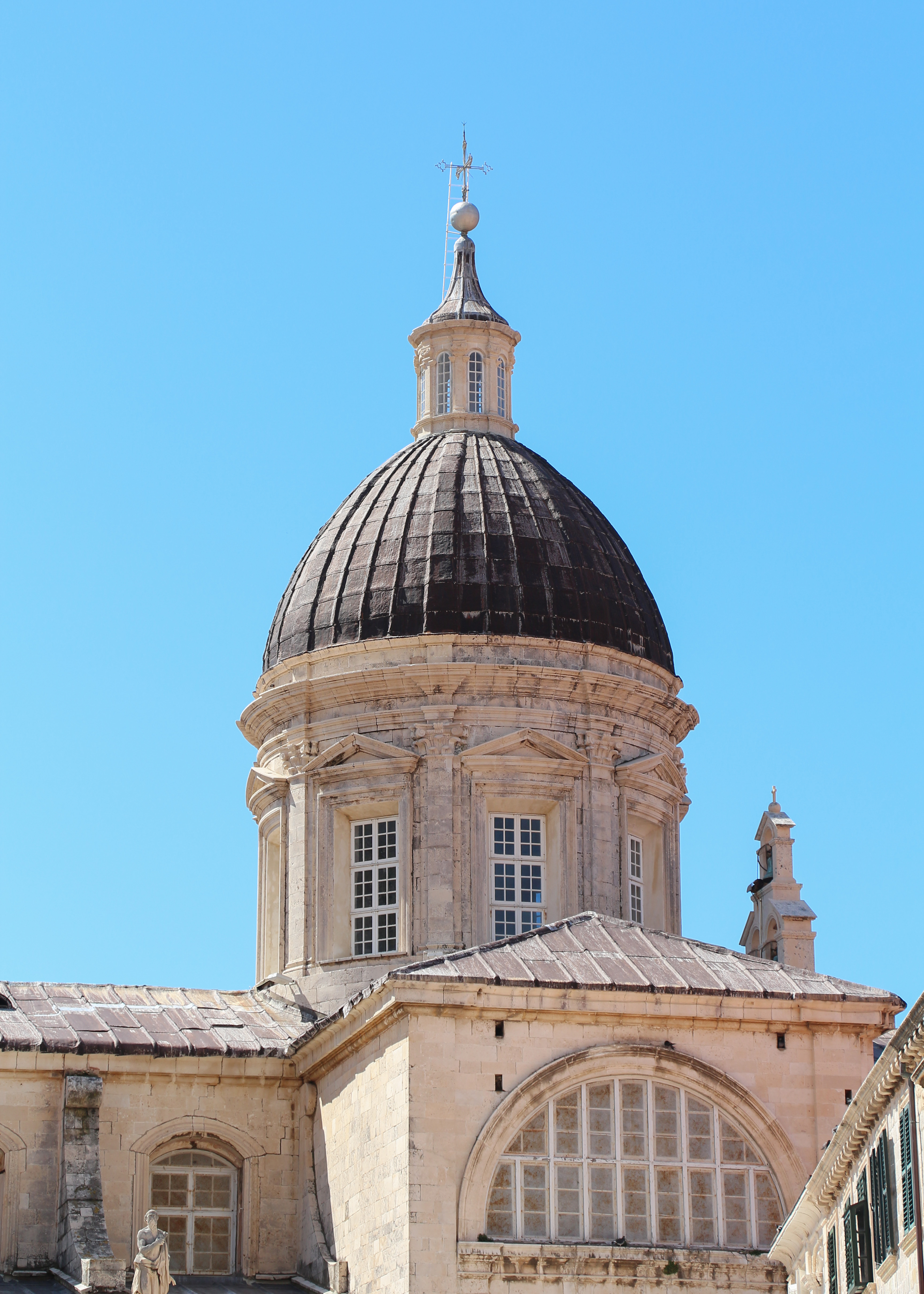
قبة الكاتدرائية
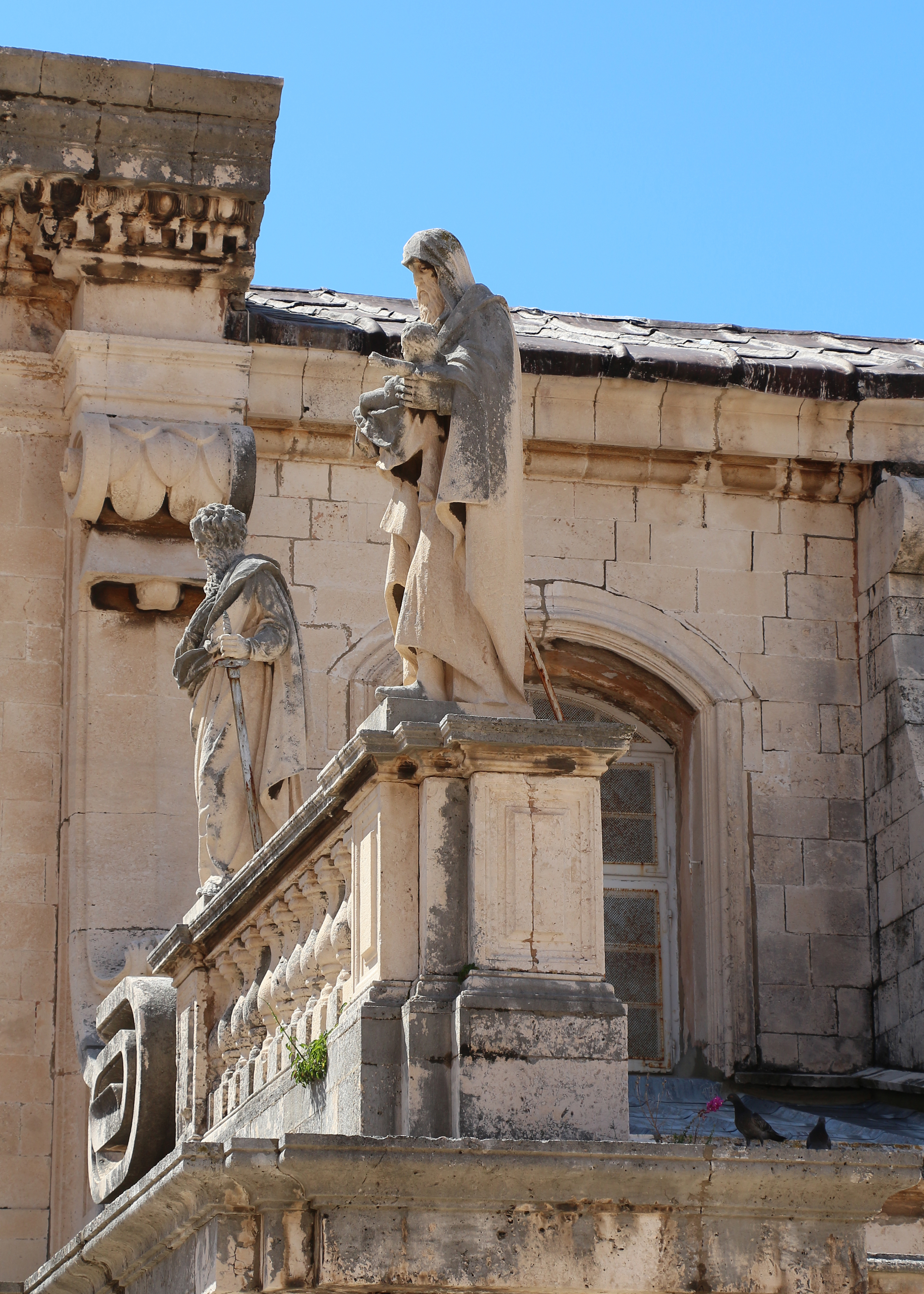
تماثيل أعلى الكاتدرائية
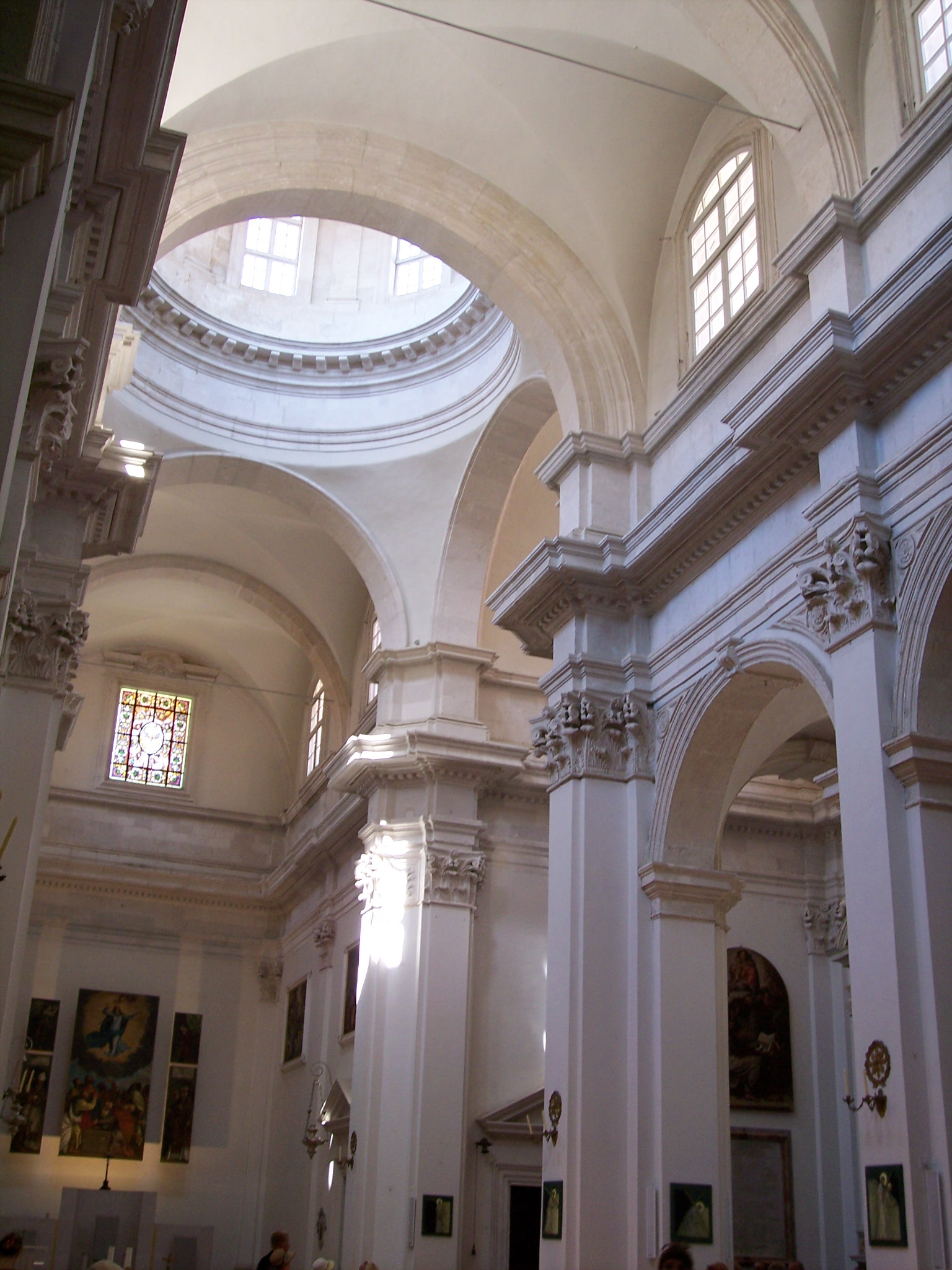
الداخل
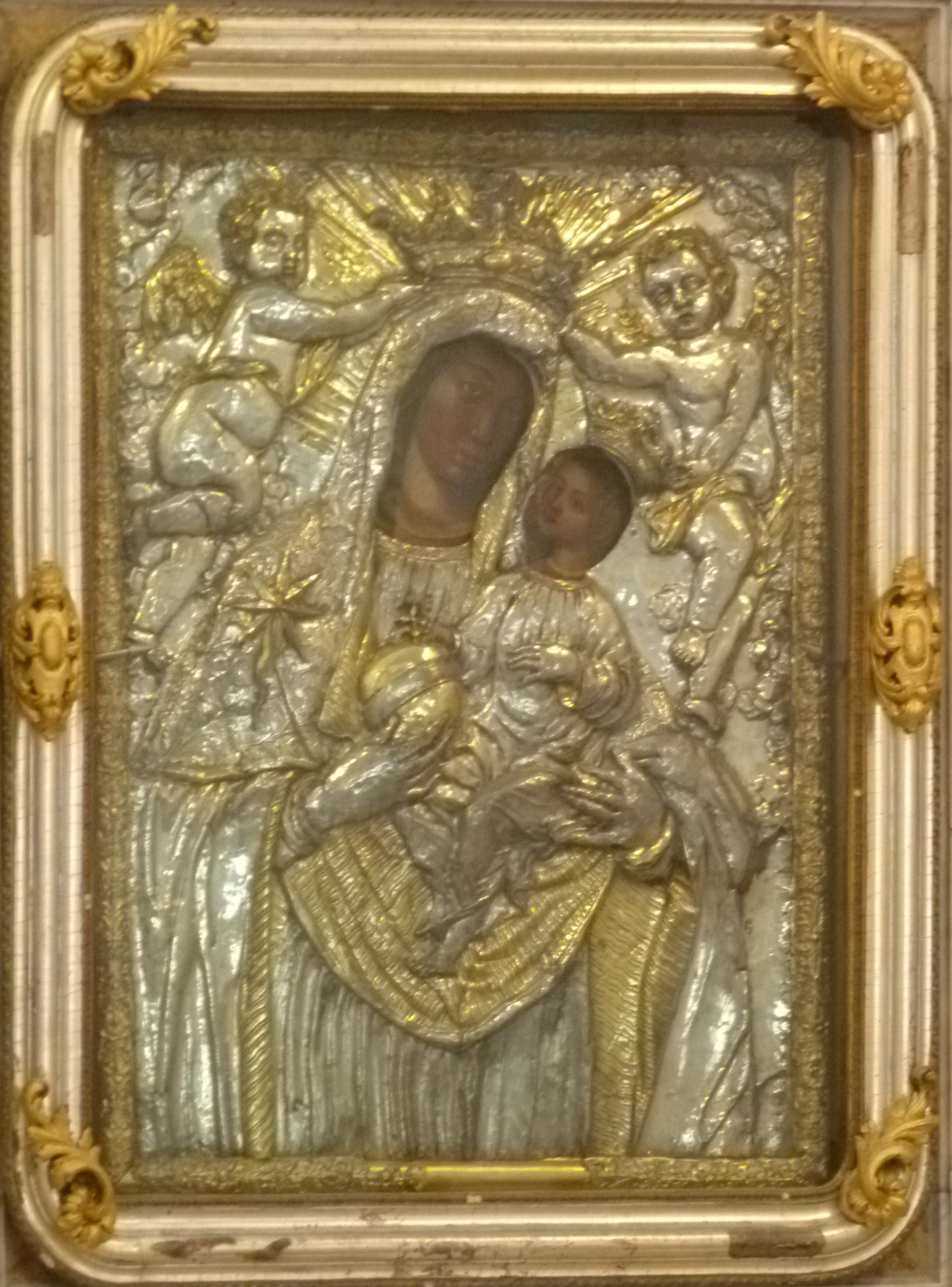
"سيدة ميناءنا" مع لوحة "مادونا والطفل"، مؤطرة بنقش فضي
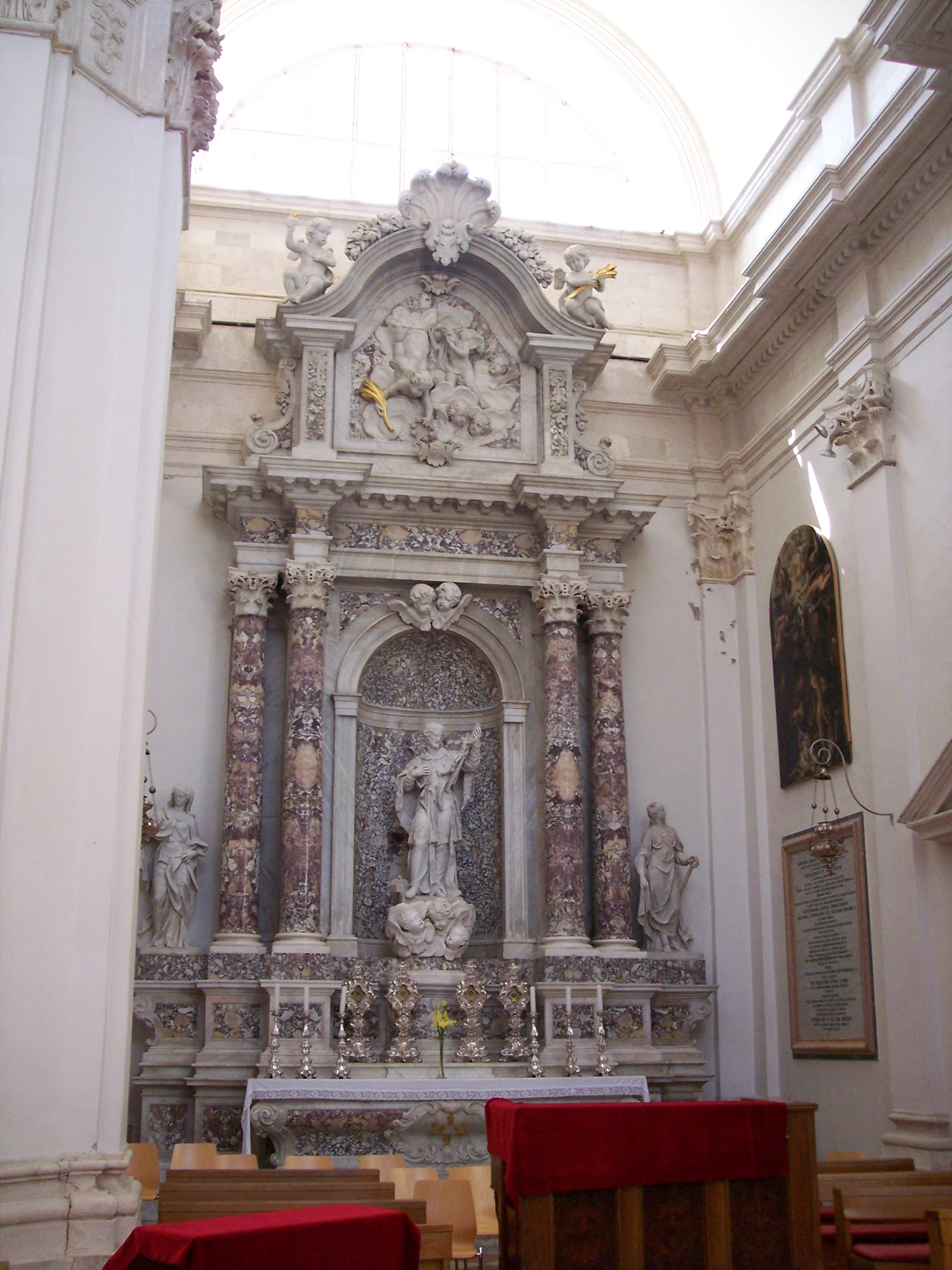
مذبح القديس جون نيبوموك
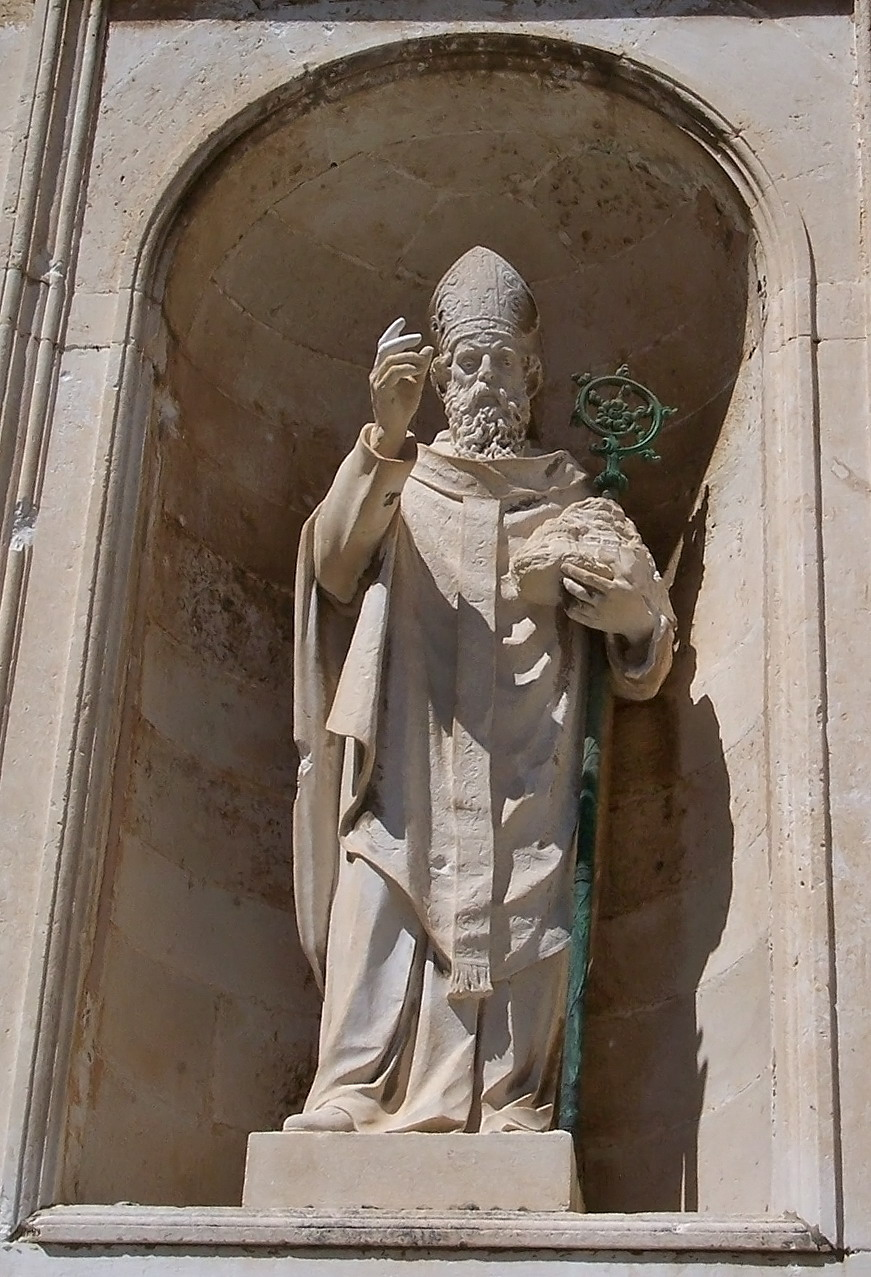
تمثال للقديس بليزفي مكانه
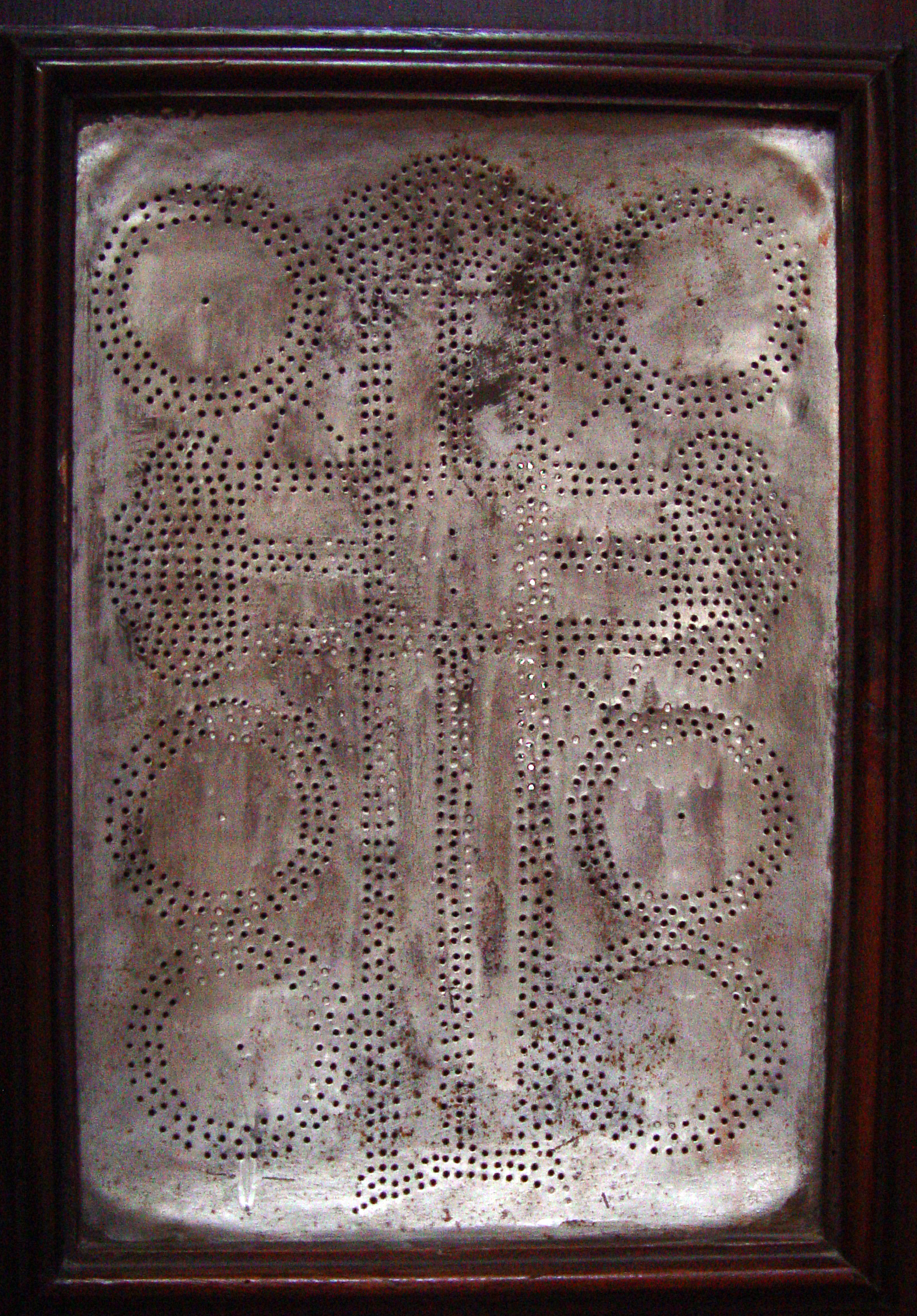
شعرية الأجزاء المعدنية في كاتدرائية دوبروفنيك
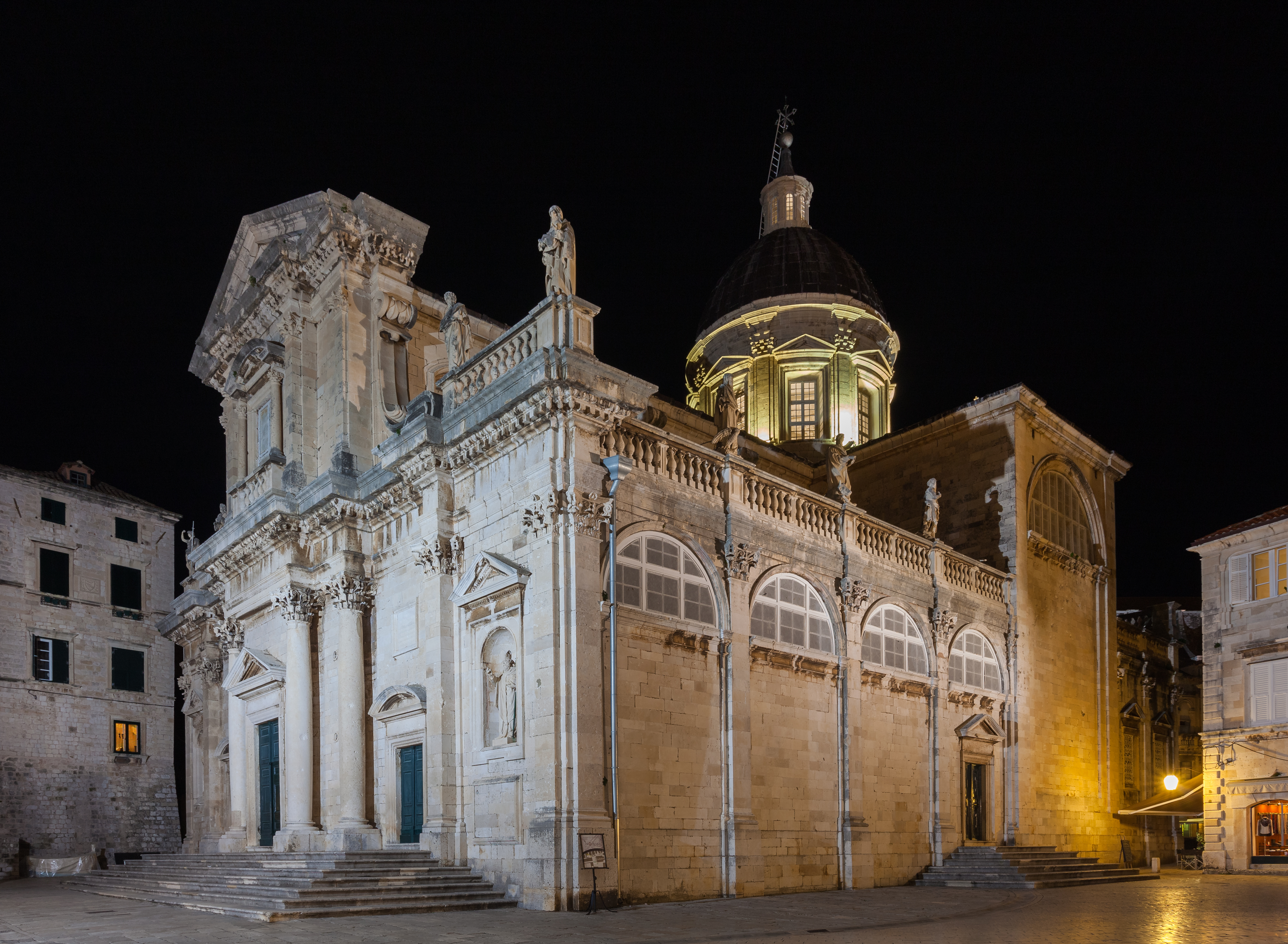
منظر ليلي